# فرودگاه استارایا روسا
فرودگاه استارایا روسا فرودگاهی عمومی واقع در استارایا روسا در کشور روسیه است.